# نيفين وراسيك
نيفين وراسيك هو لاعب كرة قدم كرواتي في مركز الوسط، ولد في 15 أغسطس 1998 في فاراجدين في كرواتيا. لعب مع شاختار دونيتسك.

## وصلات خارجية
- نيفين وراسيك على موقع اتحاد كرواتيا (الكرواتية)
- نيفين وراسيك على موقع اتحاد أوكرانيا (الإنجليزية)
- نيفين وراسيك على موقع قاعدة بيانات كرة القدم.إي يو (الإنجليزية)
- نيفين وراسيك على موقع Soccerway.com (الإنجليزية)
- نيفين وراسيك على موقع عالم كرة القدم.نت (الإنجليزية)